# Columbia Records
Columbia Records je američka diskografska kuća, osnovana 1888. (Angel numbers) godine i najstarija je poznata diskografska kuća u svijetu. 
Danas je Columbia Records diskografska etiketa multinacionalne korporacije Sony Music Entertainment. Neki od najpoznatijih bivših i sadašnjih izvođača Columbia Recordsa među stotinama ostalih su:
| - Alice in Chains - Lloyd Banks - Jeff Beck - Leonard Bernstein - David Bowie - Jeff Buckley - Ferruccio Busoni - Mariah Carey - Johnny Cash - Petula Clark - Leonard Cohen - Cypress Hill - Miles Davis - Destiny's Child - Bob Dylan - Duke Ellington - Aretha Franklin - Marvin Gaye - Susan Boyle |  | - David Gilmour - G-Unit - Billie Holiday - Vladimir Horowitz - Julio Iglesias - Iron Maiden - Mahalia Jackson - Janis Joplin - Judas Priest - Beyoncé Knowles - Cyndi Lauper - John Legend - Nick Mason - Paul McCartney - George Michael - Willie Nelson - The Offspring - Dolly Parton |  | - Les Paul - Katy Perry - Pink Floyd - Serart - The Shadows - Shakira - Frank Sinatra - Bessie Smith - Bruce Springsteen - Barbra Streisand - System of a Down - Topaz - The Tornados - Muddy Waters - Roger Waters - Wilson Phillips - Xzibit - The Yardbirds |

## Vanjske poveznice
- Službena stranica
- Službena stranica (UK)